# 귄터 반트
귄터 반트(독일어: Günter Wand) (1912년 1월 7일 ~ 2002년 2월 14일)는 독일의 지휘자이다.
반트는 엘버펠트에서 태어나 부퍼탈, 알렌슈타인, 데트몰트에서 공부하였다. 필립 야르나흐에게 작곡을 배웠고, 파울 바움가르트너에게 피아노를 배웠지만, 지휘는 거의 독학했다.
1982년 반트는 BBC 교향악단의 객원 지휘자 겸 북독일 방송 교향악단의 상임 지휘자가 되었다. 특히 북독일 방송 교향악단과 RCA에 베토벤, 브람스의 교향곡 전집과 모차르트, 차이콥스키, 드뷔시, 슈베르트, 슈만 등의 주요 관현악곡들을 녹음했다. 브루크너 교향곡도 3-9번을 위주로 자주 공연했으며, DVD로 녹화된 실황들도 많다.
그의 기념비적인 업적은 베를린 필하모닉 오케스트라와 남긴 말년의 녹음들로, 슈베르트의 교향곡 8,9번과 브루크너의 교향곡 4,5,7,8,9번 연주가 대표적이다.